# Ciclismo nos Jogos Pan-Americanos de 2007 - Corrida por pontos masculina
A prova de corrida por pontos masculino foi um dos eventos do ciclismo de pista nos Jogos Pan-Americanos de 2007, no Rio de Janeiro. Foi disputada no Velódromo da Barra no dia 17 de julho com 13 ciclistas, cada um representando um país.

## Medalhistas
| Ouro   | VEN Andris Hernández |
| Prata  | COL José Serpa       |
| Bronze | URU Milton Wynants   |

## Resultados
| Pos.              | Ciclista                | CON                      | Sprints | Sprints | Sprints | Sprints | Sprints | Sprints | Sprints | Sprints | Sprints | Sprints | Sprints | Sprints | Sprints | Sprints | Sprints | Sprints | Ordem de chegada | Pontos por volta | Pontos por volta | Pontos por volta | Total de pontos |
| Pos.              | Ciclista                | CON                      | 1       | 2       | 3       | 4       | 5       | 6       | 7       | 8       | 9       | 10      | 11      | 12      | 13      | 14      | 15      | 16      | Ordem de chegada | +                | -                | Total            | Total de pontos |
| ----------------- | ----------------------- | ------------------------ | ------- | ------- | ------- | ------- | ------- | ------- | ------- | ------- | ------- | ------- | ------- | ------- | ------- | ------- | ------- | ------- | ---------------- | ---------------- | ---------------- | ---------------- | --------------- |
| Medalha de ouro   | Andris Hernández        | VEN Venezuela            |         | 5       |         | 3       | 3       | 3       | 3       | 2       | 1       | 1       | 2       | 2       | 1       |         |         |         | 7                | 40               |                  | 40               | 66              |
| Medalha de prata  | José Serpa              | COL Colômbia             |         |         | 1       | 5       | 5       |         | 2       | 5       | 3       | 3       | 1       | 3       | 2       |         | 3       |         | 6                | 20               |                  | 20               | 53              |
| Medalha de bronze | Milton Wynants          | URU Uruguai              |         |         |         |         |         | 5       |         |         |         |         | 5       |         |         | 2       |         | 5       | 1                | 20               |                  | 20               | 37              |
| 4                 | Marcos Arriagada        | CHI Chile                | 3       |         | 2       |         | 1       |         |         |         |         | 2       |         |         |         | 5       | 5       |         | 5                |                  |                  |                  | 18              |
| 5                 | Carlos Manuel Hernández | MEX México               | 5       |         |         | 1       |         | 2       |         |         |         |         |         |         | 5       |         |         | 3       | 2                | 20               | 20               | 0                | 16              |
| 6                 | Juan Curuchet           | ARG Argentina            |         |         | 3       |         | 2       | 1       |         |         | 5       |         |         | 1       |         | 3       | 1       |         | 8                |                  |                  |                  | 16              |
| 7                 | Emile Abraham           | TRI Trinidad e Tobago    |         | 2       |         |         |         |         |         |         |         |         |         | 5       |         | 1       | 2       | 2       | 3                |                  |                  |                  | 12              |
| 8                 | Roberson Silva          | BRA Brasil               | 2       |         |         |         |         |         |         |         |         |         |         |         |         |         |         | 1       | 4                |                  | 20               | -20              | -17             |
| 9                 | Jorge Gallegos          | ECU Equador              |         | 1       |         |         |         |         | 5       | 3       |         |         |         |         |         |         |         |         | 9                |                  | 40               | -40              | -31             |
| —                 | Ryan McKenzie           | CAN Canadá               |         | 3       | 5       |         |         |         |         |         | 2       |         |         |         |         |         |         |         |                  |                  |                  |                  | DNF             |
| —                 | Michel Fernández        | CUB Cuba                 | 1       |         |         | 2       |         |         |         |         |         | 5       | 3       |         |         |         |         |         |                  |                  |                  |                  | DNF             |
| —                 | Wendy Cruz              | DOM República Dominicana |         |         |         |         |         |         | 1       |         |         |         |         |         |         |         |         |         |                  |                  | 20               | -20              | DNF             |
| —                 | Horacio Gallardo        | BOL Bolívia              |         |         |         |         |         |         |         | 1       |         |         |         |         | 3       |         |         |         |                  |                  | 20               | -20              | DSQ             |